# 厄尔延·尼兰
厄尔延·尼兰（挪威語：Ørjan Nyland；1990年9月10日—）是一位挪威足球運動員。在場上的位置是守門員。現效力於西甲球隊塞維利亞。挪威國家足球隊成員。

## 榮譽

### 球會
禾特
- 挪威盃冠軍：2012

 莫爾德
- 挪威足球超级联赛冠軍：2014
- 挪威盃冠軍：2013、2014

 RB萊比錫
- 德國足協盃冠軍：2022-23[3]

### 個人
- 挪威足球超级联赛年度最佳守門員：2014、2015年